# Ovni (película)
Ovni es una película de comedia y ciencia ficción de 2016 escrita y dirigida por Raúl Marchand Sánchez. Esta protagonizada por Tony Pascual y Christian Álvarez.

## Sinopsis
“Uno” es un humanoide que llega en la noche a la región montañosa de El Cibao, y se topa con “Cosmo”, un expiloto de la Fuerza Aérea Dominicana, quien piensa que “Uno” es su primo hermano, al cual no ha visto en muchos años. De ahí en adelante comienzan a suscitarse una serie de eventos, en los que se verán involucrados una mujer humanoide, un perro, una cocinera y hasta la Fuerza Aérea Dominicana.

## Reparto
Los actores que participaron en esta película son:
- Tony Pascual como Constantino 'Cosmo' Robles
- Christian Álvarez como "Uno"
- Fausto Rojas como Obie
- Luis del Valle como Comandante Martínez
- Pericles Mejía como Chenqui
- Brian Payano Parra como Nico
- Irina Pérez Herrera como Doña Luz
- Yaritza Reyes como "Dos"
- Cecile van Welie como Aurora
- Carasaf Sánchez como Agente 1 'Marco'

## Producción
La fotografía principal duro cinco semanas en Jarabacoa y Constanza.

## Lanzamiento
Ovni tuvo su estreno mundial el 20 de octubre de 2016 en el Puerto Rico Horror Fest. Su estreno comercial estaba planeado para el 1 de junio de 2017 en cines dominicanos, pero se adelanto al 18 de mayo de 2017.

## Premios y nominaciones
| Año  | Premios / Festivales                     | Categoría                                         | Recipiente                                         | Resultado | Ref.          |
| ---- | ---------------------------------------- | ------------------------------------------------- | -------------------------------------------------- | --------- | ------------- |
| 2017 | Festival Internacional de Cine de Madrid | Mejor actor de reparto en una película extranjera | Luis del Valle                                     | Nominado  | [ 11 ]        |
| 2018 | Premios Soberano                         | Comedia del año                                   | José Miguel Bonetti, Eduardo Najri & Jochy Vicente | Nominados | [ 12 ] [ 13 ] |
| 2018 | Premios La Silla                         | Mejor comedia                                     | Raúl Marchand Sánchez                              | Nominado  | [ 14 ] [ 15 ] |
| 2018 | Premios La Silla                         | Mejor edición                                     | Raúl Marchand Sánchez                              | Nominado  | [ 14 ] [ 15 ] |
| 2018 | Premios La Silla                         | Mejor diseño de producción                        | Adria Victoria                                     | Nominada  | [ 14 ] [ 15 ] |
| 2018 | Premios La Silla                         | Mejor vestuario                                   | Carolina Liberato                                  | Nominada  | [ 14 ] [ 15 ] |
| 2018 | Premios La Silla                         | Mejores efectos especiales                        | Jaime Castillo                                     | Nominado  | [ 14 ] [ 15 ] |